# Покровская церковь (Радостов)
Покровская церковь — деревянный православный приходской храм в агрогородке Радостово. Входит в список историко-культурных ценностей Республики Беларусь (категория историко-культурные ценностей регионального значения).

## Принадлежность
Относится к Дрогичинскому благочинию Брестской и Кобринской епархии БПЦ.
К приходу относятся селения: Радостово, Сварынь, Рожное, Залесье.

## История
В XVIII-начале XIX вв. соответствующий приход был униатским и в 1839 году возвратился в православие. На месте современной церкви существовала старая. В 1847 году из-за ветхости производился её ремонт.
Нынешняя церковь была возведена за два года в 1860-е годы (по одним источникам в 1862 году, по другим — в 1867) на месте старой церкви. Строительство велось на казённые средства.
В 1870 году в селе было освящено новое кладбище, а в 1884 году д. Сварынь построена кладбищенская часовня.
С 1891 года при храме действовала церковно-приходская школа.
На 1898 год количество прихожан составляло: 1097 чел. в Радостово и 553 чел. в Сварыни.
В 1962 году церковь была закрыта. Церковная утварь была вывезена в Рождество-Богородичную церковь, расположенную в селе Ляховичи. Здание использовалось как зерновой склад.
В конце 1980-х годов здание было возвращено Церкви, однако к тому времени оно сильно обветшало и нуждалось в ремонте, который был произведён силами местных жителей. При этом была несколько изменена форма здания.
10 июня 1989 года восстановленный храм был освящён Кобринским благочинным священником Александром Лесиком.

## Архитектурные особенности
Представляет собой трёхсрубное деревянное сооружение. Крыша основного сруба — четырёхскатная, крыши алтарного сруба и притвора — двускатные. К зданию примыкает трёхъярусная шатровая колокольня. Внешняя отделка богата и носит черты русского стиля.

## Настоятели
о. Андрей Пашкевич,
о. Викентий Пашкевич,
о. Александр Пашкевич,
о. Григорий Горбачевский,
о. Владимир Дмитриевич Сакович (20.12.1870 — ?)
о. Иосиф Андреевич Голдаевич (25.05.1878 — ?)
о. Владимир Яковлевич Тарановский (? — 1894)
о. Иларион Димитриевич Должанский (20.11.1894 г. — ?)
о. Феодот Юрковский (1910-е)
о. Вячеслав Червинский (12.12.1924 — 06.03.1925)
о. Иван Лилиев (? — 19.3.1948)
о. Филипп Коляда (на 2019 г.)